# Jean-Paul Jeanneret
Jean-Paul Jeanneret (né le 19 août 1946 à Luxeuil-les-Bains) est un athlète français, spécialiste du saut en hauteur.

## Biographie
Il est sacré champion de France du saut en hauteur en 1970 à Colombes avec la marque de 2,06 m.
Son record personnel au saut en hauteur est de 2,09 m (1966).